# Unternehmerinnen-Zentrum Hannover

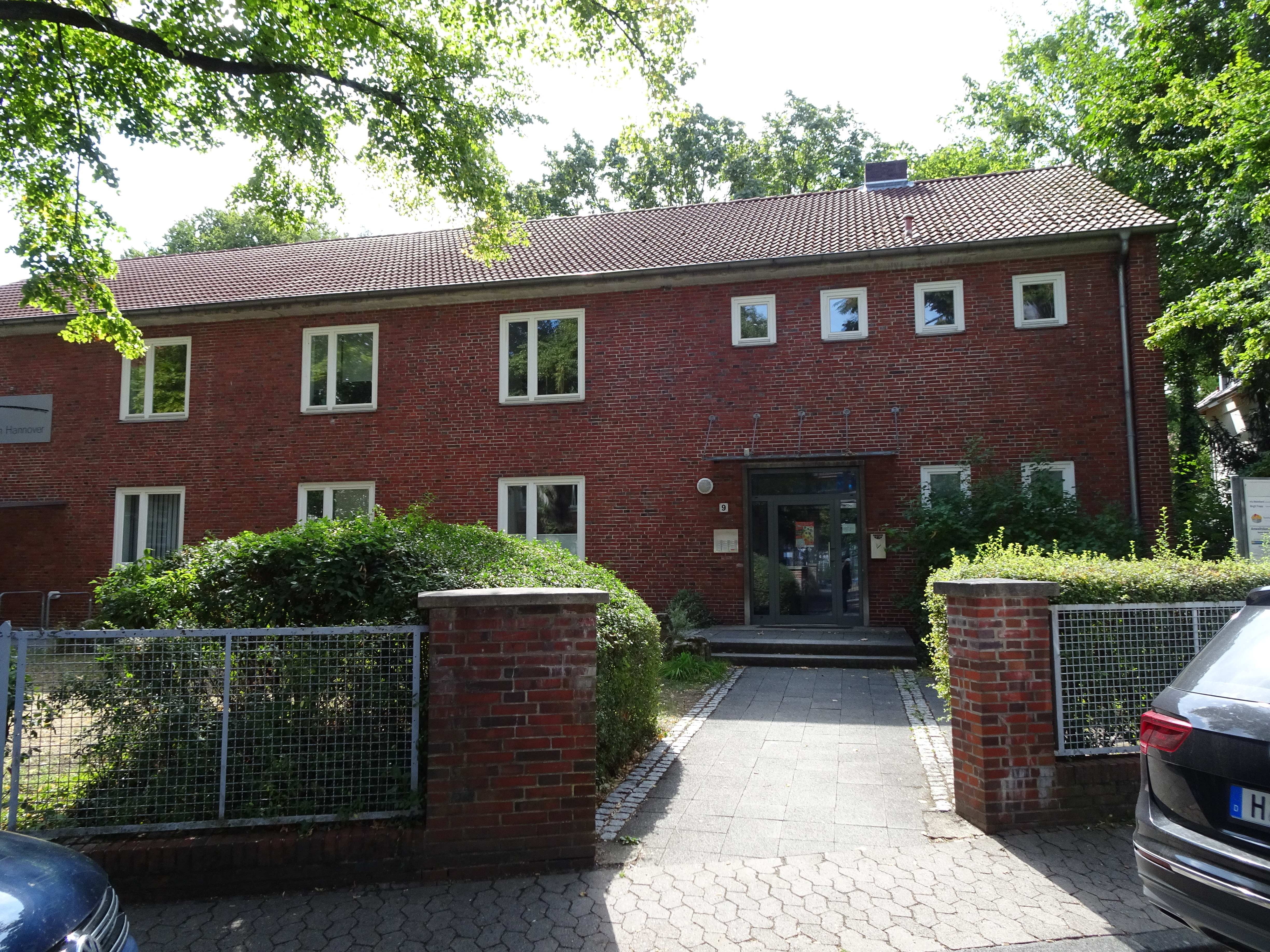
Gebäude Hohe Straße 9

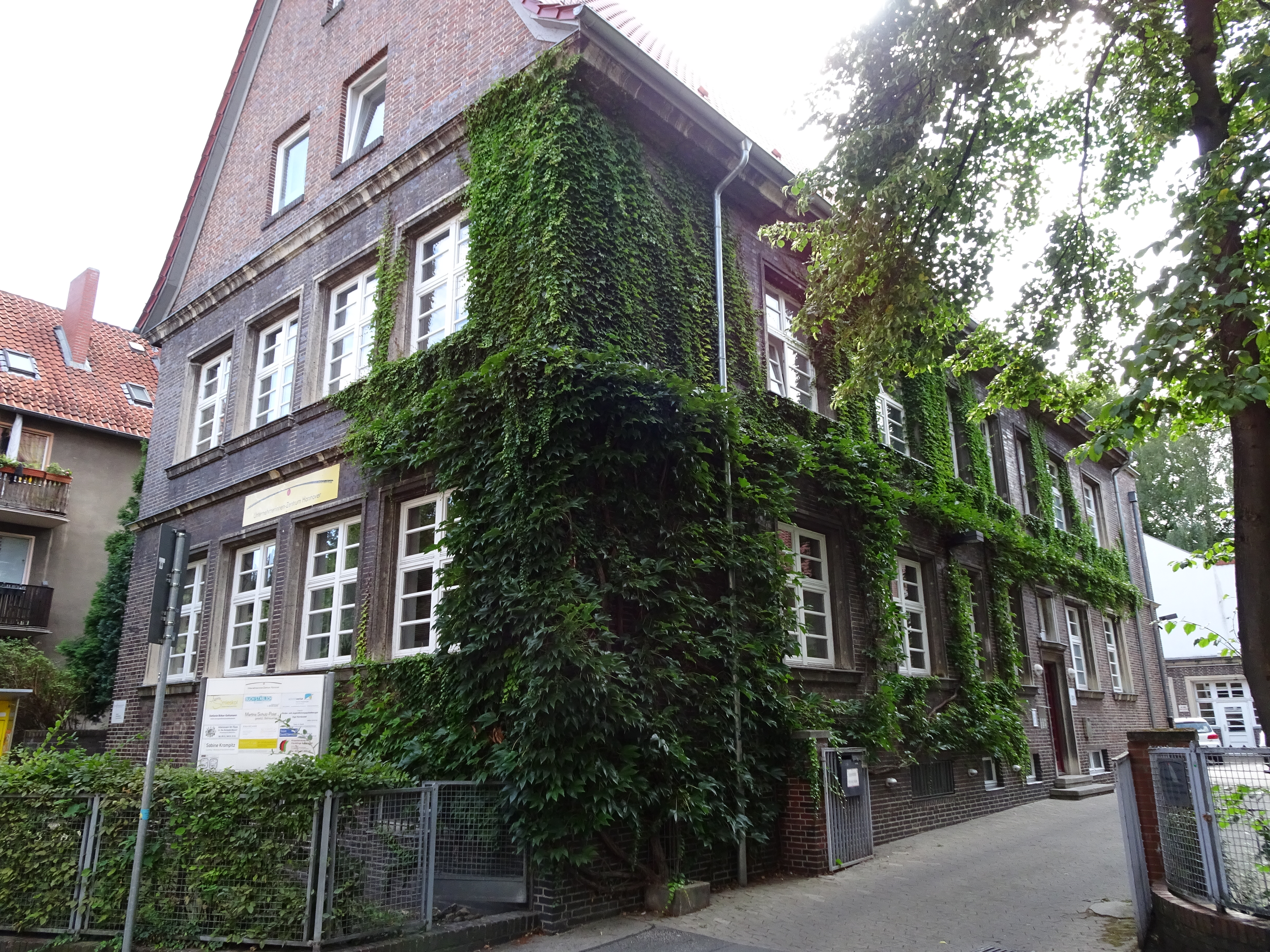
Gebäude Hohe Straße 11

Das Unternehmerinnen-Zentrum Hannover, abgekürzt auch UZH oder UZ Hannover, ist ein von Frauen gemeinschaftlich initiiertes Projekt zur Förderung der beruflichen Selbständigkeit. Die durch eine nicht gewinnorientierte GmbH betriebene Einrichtung nimmt zudem für die bundesweite gründerinnenagentur (bga) die regionalen Aufgaben auf dem Gebiet des Landes Niedersachsen wahr. Standort des Zentrums speziell für Unternehmerinnen in der Landeshauptstadt Hannover ist die Hohe Straße 9 und 11 im hannoverschen Stadtteil Linden-Mitte.

## Geschichte
Im Jahr 1997 fanden sich mehrere Frauen zusammen, um gemeinsam innovative Wege zu Existenzgründungen zu suchen. Für das bald angestrebte Unternehmerinnenzentrum gründeten sie zunächst den Förderverein Impuls & Praxis e.V. – Innovative Wege für Existenzgründungen.
Nach den ersten Aufbaujahren in ehrenamtlicher Arbeit, die neben Idealismus geprägt war von einem rauen Umgang zwischen den Beteiligten, „von Kritiklust und dem Mut, sich einzumischen,“ konnten die Vereinsmitglieder die städtischen Kommunalpolitiker sowie die Stadtverwaltung Hannovers überzeugen, ihnen die kommunalen Immobilien Hohe Straße 9 und 11 auf Basis eines Erbbaurechts zur Verfügung zu stellen. Zur Aufnahme der Geschäftstätigkeiten des Unternehmerinnenzentrums wurde 1999 schließlich eine GmbH gegründet. Mit Hilfe der Landeshauptstadt Hannover, einer Wirtschaftsförderung „und der Unterstützung durch das Gleichstellungsreferat“ konnte die Geschäftsführung des UZH ihre Arbeit aufnehmen.
Im Jahr 2000 war das UZH als einziges Frauenwirtschaftprojekt aus Niedersachsen ausgewählt worden, das während der Weltausstellung Expo 2000 als weltweit ausgerichtetes Projekt vorgestellt wurde.
2008 wurde das Unternehmerinnen-Zentrum Hannover in dem durch die Bundesregierung und die Deutsche Wirtschaft veranstalteten Wettbewerb 365 Orte im Land der Ideen als „besonders innovativer und kreativer Ort gewürdigt.“
Nach den ersten 15 Jahren seines Bestehens realisierten die Unternehmerinnen des UZH gemeinschaftlich eine „Jubiläums-Zeitschrift“, die neben Schlagworten wie beispielsweise Kompetenzen, Netzwerken und Synergien auf dem Titelblatt im Untertitel neben einer Standort- auch eine Wegbeschreibung enthielt:

„28 Frauen, 15 Branchen, 5 Nationalitäten und 1 Ziel:

Gemeinsam erfolgreich selbständig sein!“

Im Juli 2017 wurde das UZH eine Tochtergesellschaft der Wirtschaftsförderungsgesellschaft der Landeshauptstadt und der Region Hannover hannoverimpuls.

## Ausstellungen und Veranstaltungen
Neben regelmäßigen Kunstausstellungen, bei denen Werke einzelner Künstlerinnen vorgestellt werden, kündigte die UZ Hannover GmbH sich als Veranstalter unter dem Titel „Gesundes für Körper und Geist“ für den 31. Entdeckertag der Region Hannover am 9. September 2018 an.